# Pasipha atla
Pasipha atla ist eine Art der zu den Landplanarien zählenden Unterfamilie Geoplaninae. Sie wurde in Argentinien gefunden.

## Merkmale
Der Körper von Pasipha atla ist länglich mit parallelen Rändern und weist als Präparat eine Länge von 35 bis 48 Millimetern auf. Im vorderen Bereich verjüngt sich die Breite des Körpers allmählich und das Vorderende ist abgerundet, während das Hinterende spitz zuläuft. Die Rückenfärbung ist einfarbig dunkelgrau. Auf den ersten 5 Millimetern und nah am Hinterende ist im Stereomikroskop ein dünner, weißer Mittelstreifen erkennbar. Die Bauchseite ist gräulich gefärbt. Die vielen Augen verteilen sich um das Vorderende in einer Reihe, nach den ersten 4 bis 6 Millimetern verteilen sie sich in zwei bis drei Reihen zum Rücken hin. Ab der Pharynx-Region verlaufen sie weniger zahlreich entlang der Körperränder bis zum Hinterende.
Dem Kopulationsorgan fehlt ein permanenter Penis, stattdessen ist ein langes, gefaltetes Atrium genitale vorhanden. Die Prostatavesikel liegen außerhalb der das Fortpflanzungsorgan ummantelnden Muskulatur und sind in zwei Teile unterteilt. Der weibliche Fortpflanzungskanal ist bauchseitig mit der Geschlechtshöhle verbunden. Das männliche Atrium ist doppelt so lang wie das weibliche.

## Verbreitung
Die Art wurde im San Antonio Strict Nature Reserve und im Urugua-í Wildlife Reserve in der argentinischen Provinz Misiones gefunden.

## Parasiten
Pasipha atla wird von Larven von Fadenwürmern parasitiert. Diese wurden im Parenchym der vorderen Körperregion gefunden.

## Etymologie
Das Artepitheton atla setzt sich aus den Initialen von den Managern des Urugua-í-Reservats, Ariel Tombo und Laura Aréjola, zusammen, welche die Erstbeschreiber bei der Feldforschung unterstützten.